# 1992 في النمسا
فيما يلي قوائم الأحداث التي وقعت خلال عام 1992 في النمسا.

## سياسة

### تعيين في المنصب
- 11 مارس – يورج هايدر عضو المجلس الوطني للنمسا.
- 8 يوليو – توماس كلستيل قائمة رؤساء النمسا.

### انتهاء فترة المنصب
- 8 يوليو – إليزابيث فالدهايم السيدة الأولى للنمسا [الإنجليزية]‏.
- 8 يوليو – كورت فالدهايم قائمة رؤساء النمسا.

## أفلام
من الأفلام التي صدرت هذه السنة في النمسا:
- 1 يناير – فيديو بيني من إخراج مايكل هاينيكي.

## مواليد

### يناير
- 10 يناير – لوكاس بوستلبيرغر متسابق دراجات نمساوي.
- 14 يناير – ماريان كلوبسيك لاعب كرة يد نمساوي.
- 23 يناير – رينا تيرندل

### يونيو
- 24 يونيو – دافيد ألابا لاعب كرة قدم نمساوي.

### يوليو
- 10 يوليو – لاريسا مارولت

### سبتمبر
- 7 سبتمبر – مارتين هينتريغر لاعب كرة قدم نمساوي.

### نوفمبر
- 15 نوفمبر – كيفين فيمر لاعب كرة قدم نمساوي.

## وفيات

### مارس
- 19 مارس – فرانشيسكا دونر (مواليد 1900)
- 23 مارس – فريدريش فون هايك (مواليد 1899)

### أغسطس
- 10 أغسطس – أربيرت هايم (مواليد 1914)

### نوفمبر
- 14 نوفمبر – إرنست هابل (مواليد 1925) لاعب كرة قدم نمساوي.